# Landkreis Aalen
Der Landkreis Aalen war ein Landkreis in Baden-Württemberg, der im Zuge der Kreisreform am 1. Januar 1973 aufgelöst wurde.

## Geografie

### Lage
Der Landkreis Aalen, nach seiner Fläche der größte Landkreis Baden-Württembergs vor der Kreisreform, lag im Osten Baden-Württembergs an der Grenze zu Bayern. 
Geografisch hatte er Anteil an der östlichen Schwäbischen Alb bzw. deren nördlichen Ausläufern. Das Kreisgebiet durchzogen die Jagst und der Kocher, zwei Nebenflüsse des Neckars.

### Nachbarkreise
Seine Nachbarkreise waren Anfang 1972 im Uhrzeigersinn beginnend im Nordosten Dinkelsbühl und Nördlingen (in Bayern) sowie Heidenheim, Schwäbisch Gmünd, Backnang, Schwäbisch Hall und Landkreis Crailsheim.

## Geschichte
Das Gebiet des Landkreises Aalen gehörte vor 1800 zu verschiedenen Herrschaften, darunter das Herzogtum Württemberg, das Markgrafschaft Ansbach, das Fürstentum Oettingen, die Fürstpropstei Ellwangen und die Reichsstädte Aalen und Bopfingen. 1803 kam das Gebiet an Württemberg, wo es zunächst zu den Oberämtern Aalen und Ellwangen sowie einigen Stabsämtern innerhalb der Landvogtei Ellwangen gehörte. 1810 wurden die Oberämter Aalen, Ellwangen und Neresheim gebildet, die zum Jagstkreis gehörten und bis 1938 bestanden. Dann wurden sie zum Landkreis Aalen vereinigt.
Nach der Bildung des Landes Baden-Württemberg 1952 gehörte der Landkreis Aalen zum Regierungsbezirk Nordwürttemberg. Durch die Gemeindereform ab 1970 veränderte sich das Kreisgebiet in einem Fall. Am 1. September 1971 wurde die Gemeinde Untergröningen, bisher Landkreis Schwäbisch Gmünd, in die Gemeinde Abtsgmünd eingemeindet und somit dem Landkreis Aalen zugeordnet.
Mit Wirkung vom 1. Januar 1973 wurde der Landkreis Aalen aufgelöst und seine Gemeinden dem neu gebildeten Ostalbkreis zugeordnet, der somit auch Rechtsnachfolger des Landkreises Aalen wurde.

### Einwohnerentwicklung
Alle Einwohnerzahlen sind Volkszählungsergebnisse.
| Jahr               | Einwohner |
| ------------------ | --------- |
| 17. Mai 1939       | 85.059    |
| 13. September 1950 | 125.929   |

| Jahr         | Einwohner |
| ------------ | --------- |
| 6. Juni 1961 | 142.132   |
| 27. Mai 1970 | 159.311   |

## Politik

### Landrat
Die Landräte des Landkreises Aalen 1938–1972:
- 1938–1944: Viktor Engel
- 1945–1946: Max von Lütgendorff-Leinburg
- 1946–1970: Anton Huber (CDU)
- 1970–1972: Gustav Wabro (CDU)

Die Oberamtmänner des früheren Oberamts Aalen von 1810 bis 1938 sind im Artikel Oberamt Aalen dargestellt.

### Wappen
Das Wappen des Landkreises Aalen zeigte in von Gold und Rot gespaltenem Schild vorn einen halben schwarzen Adler am Spalt, hinten eine goldene Mitra mit abhängenden Bändern. Das Wappen wurde dem Landkreis Aalen am 27. Mai 1957 vom Innenministerium Baden-Württemberg verliehen.
Der Adler steht für die ehemaligen Reichsstädte Aalen und Bopfingen sowie den Anteilen anderer Reichsstädte im Kreisgebiet. Die Mitra symbolisiert die ehemalige Fürstpropstei Ellwangen bzw. die Klöster Ellwangen und Neresheim.

## Wirtschaft und Infrastruktur

### Verkehr
Durch das Kreisgebiet führte keine Bundesautobahn (die A 7 gab es damals noch nicht). Daher wurde er nur durch die Bundesstraßen 19 und 29 und mehrere Landes- und Kreisstraßen erschlossen.

## Gemeinden
Zum Landkreis Aalen gehörten ab 1938 zunächst 65 Gemeinden, darunter 6 Städte.
Am 7. März 1968 stellte der Landtag von Baden-Württemberg die Weichen für eine Gemeindereform. Mit dem Gesetz zur Stärkung der Verwaltungskraft kleinerer Gemeinden war es möglich, dass sich kleinere Gemeinden freiwillig zu größeren Gemeinden vereinigen konnten. Den Anfang im Landkreis Aalen machten am 1. Januar 1970 zwei Gemeinden: Waldhausen wurde in die Stadt Aalen und Flochberg in die Stadt Bopfingen eingegliedert. In der Folgezeit reduzierte sich die Zahl der Gemeinden stetig, bis der Landkreis Aalen in Zusammenhang mit der Gebietsreform in Baden-Württemberg 1973 im Ostalbkreis aufging.
Die größte Gemeinde des Landkreises war die Kreisstadt Aalen, die seit 1. April 1956 eine Große Kreisstadt ist. Die kleinste Gemeinde war Benzenzimmern.
In der Tabelle stehen die Gemeinden des Landkreises Aalen vor der Gemeindereform. Heute gehören sie alle zum Ostalbkreis. Die Einwohnerangaben beziehen sich auf die Volkszählungsergebnisse in den Jahren 1961 und 1970.
| frühere Gemeinde            | heutige Gemeinde  | Einwohner am 6. Juni 1961 | Einwohner am 27. Mai 1970 |
| --------------------------- | ----------------- | ------------------------- | ------------------------- |
| Aalen, Große Kreisstadt     | Aalen             | 33.056                    | 37.366                    |
| Abtsgmünd                   | Abtsgmünd         | 2.091                     | 2.543                     |
| Adelmannsfelden             | Adelmannsfelden   | 1.502                     | 1.596                     |
| Aufhausen                   | Bopfingen         | 892                       | 1.069                     |
| Baldern (Bopfingen)         | Bopfingen         | 454                       | 472                       |
| Benzenzimmern               | Kirchheim am Ries | 226                       | 220                       |
| Bopfingen, Stadt            | Bopfingen         | 4.556                     | 5.143                     |
| Dalkingen                   | Rainau            | 780                       | 910                       |
| Dewangen                    | Aalen             | 1.228                     | 1.921                     |
| Dirgenheim                  | Kirchheim am Ries | 299                       | 320                       |
| Dorfmerkingen               | Neresheim         | 930                       | 1.040                     |
| Ebnat                       | Aalen             | 1.897                     | 2.167                     |
| Elchingen auf dem Härtsfeld | Neresheim         | 1.007                     | 1.072                     |
| Ellenberg                   | Ellenberg         | 1.272                     | 1.373                     |
| Ellwangen (Jagst), Stadt    | Ellwangen (Jagst) | 12.538                    | 13.155                    |
| Essingen                    | Essingen          | 2.734                     | 3.293                     |
| Fachsenfeld                 | Aalen             | 2.248                     | 2.849                     |
| Flochberg                   | Bopfingen         | 813                       | –                         |
| Geislingen                  | Unterschneidheim  | 406                       | 369                       |
| Goldburghausen              | Riesbürg          | 342                       | 278                       |
| Hofen                       | Aalen             | 1.910                     | 2.162                     |
| Hohenstadt                  | Abtsgmünd         | 688                       | 677                       |
| Hülen                       | Lauchheim         | 439                       | 454                       |
| Hüttlingen                  | Hüttlingen        | 3.656                     | 4.591                     |
| Jagstzell                   | Jagstzell         | 2.132                     | 2.219                     |
| Kerkingen                   | Bopfingen         | 784                       | 810                       |
| Kirchheim am Ries           | Kirchheim am Ries | 1.055                     | 1.138                     |
| Kösingen                    | Neresheim         | 485                       | 510                       |
| Laubach                     | Abtsgmünd         | 437                       | 386                       |
| Lauchheim, Stadt            | Lauchheim         | 1.881                     | 2.224                     |
| Lauterburg                  | Essingen          | 441                       | 479                       |
| Lippach                     | Westhausen        | 654                       | 794                       |
| Neresheim, Stadt            | Neresheim         | 2.228                     | 2.879                     |
| Neubronn                    | Abtsgmünd         | 282                       | 256                       |
| Neuler                      | Neuler            | 1.790                     | 2.020                     |
| Nordhausen                  | Unterschneidheim  | 326                       | 291                       |
| Oberdorf am Ipf             | Bopfingen         | 1.634                     | 1.747                     |
| Oberkochen, Stadt           | Oberkochen        | 7.979                     | 8.648                     |
| Ohmenheim                   | Neresheim         | 694                       | 799                       |
| Pfahlheim                   | Ellwangen (Jagst) | 1.291                     | 1.346                     |
| Pflaumloch                  | Riesbürg          | 706                       | 852                       |
| Pommertsweiler              | Abtsgmünd         | 748                       | 814                       |
| Rindelbach                  | Ellwangen (Jagst) | 2.406                     | 2.632                     |
| Röhlingen                   | Ellwangen (Jagst) | 2.324                     | 2.862                     |
| Rosenberg                   | Rosenberg         | 2.136                     | 2.186                     |
| Röttingen                   | Lauchheim         | 552                       | 561                       |
| Schloßberg                  | Bopfingen         | 1.392                     | 1.381                     |
| Schrezheim                  | Ellwangen (Jagst) | 2.087                     | 2.321                     |
| Schwabsberg                 | Rainau            | 1.519                     | 1.605                     |
| Schweindorf                 | Neresheim         | 307                       | 317                       |
| Stödtlen                    | Stödtlen          | 1.569                     | 1.617                     |
| Tannhausen                  | Tannhausen        | 1.218                     | 1.487                     |
| Trochtelfingen              | Bopfingen         | 927                       | 962                       |
| Unterkochen                 | Aalen             | 5.843                     | 6.228                     |
| Unterriffingen              | Bopfingen         | 409                       | 505                       |
| Unterschneidheim            | Unterschneidheim  | 1.027                     | 1.150                     |
| Unterwilflingen             | Unterschneidheim  | 340                       | 353                       |
| Utzmemmingen                | Riesbürg          | 839                       | 913                       |
| Waldhausen                  | Aalen             | 1.242                     | –                         |
| Walxheim                    | Unterschneidheim  | 242                       | 353                       |
| Wasseralfingen, Stadt       | Aalen             | 10.903                    | 12.677                    |
| Westhausen                  | Westhausen        | 3.022                     | 3.596                     |
| Wört                        | Wört              | 1.030                     | 1.051                     |
| Zipplingen                  | Unterschneidheim  | 685                       | 776                       |
| Zöbingen                    | Unterschneidheim  | 657                       | 674                       |

## Kfz-Kennzeichen
Am 1. Juli 1956 wurde dem Landkreis bei der Einführung der bis heute gültigen Kfz-Kennzeichen das Unterscheidungszeichen AA zugewiesen. Es wird im Ostalbkreis durchgängig bis heute ausgegeben.